# Referendum sull'indipendenza dell'Azerbaigian
Il referendum sull'indipendenza dell'Azerbaigian si svolse il 29 dicembre 1991, tre giorni dopo il crollo dell'Unione Sovietica.
Il risultato è stato favorevole al 99,8%, con un'affluenza dichiarata del 95,3%.

## Risultati
| Scelta                                  | voti      | %    |
| --------------------------------------- | --------- | ---- |
| Sì                                      | 3.735.398 | 99,8 |
| No                                      | 9.068     | 0,2  |
| Schede bianche/nulle                    | 6.708     | –    |
| Totale                                  | 3.751.174 | 100  |
| Elettori registrati/affluenza alle urne | 3.751.174 | 95,3 |
| Fonte: Nohlen et al.                    |           |      |